# 신세계제일버스

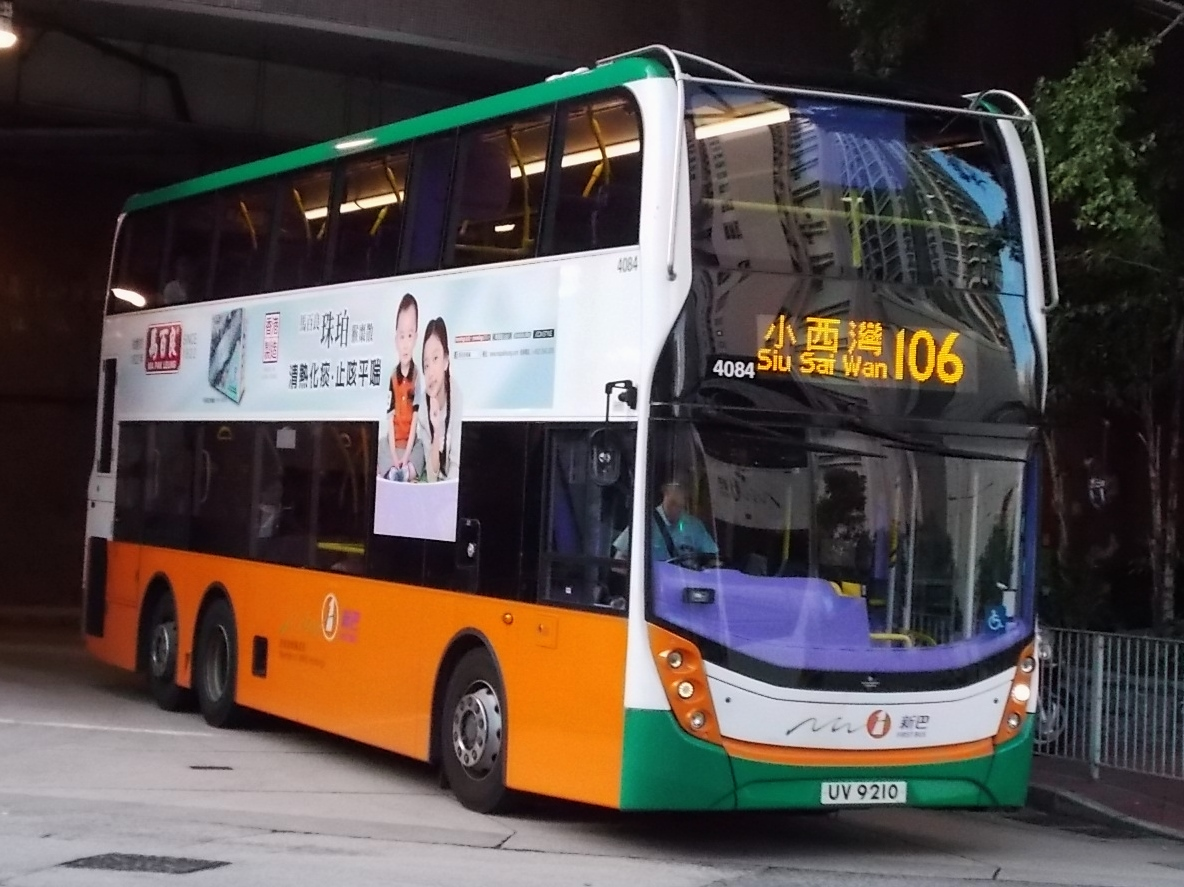
알렉산더 데니스 엔비로 500 MMC

신세계제일버스(중국어: 新世界第一巴士, 영어: New World First Bus)는 홍콩의 버스 회사이다. 시티버스와 자매 회사이다.

## 개요
신세계제일버스의 전신은 1924년에 영업을 개시한 중화버스이다. 중화버스는 1933년에 홍콩에서 버스 노선 면허를 획득하여, 주룽 반도 · 신제를 영업 구역으로 하는 주룽 버스와 함께 운행을 했지만, 서비스 문제가 거론되었고, 개선되지 않았기 때문에 홍콩 정부가 1998년 이후 영업 노선 면허를 주지 않는 결정을 내리고 공개 입찰 결과 영국의 퍼스트그룹이 영업권을 획득하여, 1998년 9월 1일부터 중화버스 노선과 차량을 이어 운행을 시작했다. 현재 약 750대의 버스를 소유하고 있으며, 주로 주룽 반도와 신제에서 노선망을 펼치고 있다.